# لوورو
لوورو (به ایتالیایی: Lovero) یک کومونه در ایتالیا است که در استان سوندریو واقع شده‌است.

## خصوصیات
لوورو ۱۳٫۴ کیلومترمربع مساحت و ۶۶۳ نفر جمعیت دارد.